# Trichonida
Trichonida (grčki: Λίμνη Τριχωνίδα - Limni Trichonida, starogrčki: Λίμην Τριχωνίς - limen Trichonis) je najveće prirodno jezero u Grčkoj. Nalazi se u istočnom dijelu Prefekture Etolija-Akarnija, jugoistočno od grada Agriniona i sjeverozapadno od Nafpaktosa. Obuhvaća površinu od 98,6 četvornih kilometara s maksimalnom dužinom od 19 kilometara i maksimalnom dubinom od 58 metara.
Prije milijun godina jezero je bilo mnogo veće i pokrivalo je središnji dio prefekture koji je sada ravnica. Planine Panaitoliko nalaze se sjeverno i sjeveroistočno od jezera. Općinske jedinice koje okružuju jezero su (s istoka u smjeru kazaljke na satu) Thermo, Makryneia, Arakynthos, Thestieis i Paravola. Oko jezera nalaze se prekrasne šume javora, borova i drugog drveća. Jezero i okolica je dom za više od 200 vrsta ptica. Tu su nalaze i sela s poljoprivrednim zemljištem.

## Galerija
- Myrtia, Trichonida.
- Trichonida i jezero Lysimachia iz zrakoplova.